# Бокач, Вадим Николаевич
Вадим Николаевич Бокач (род. 25 января 1984, Кировск, Могилёвская область) — белорусский игрок в пляжный футбол. Выступает за сборную Белоруссии. Участник четырех чемпионатов мира (2019, 2021, 2024, 2025). Лучший пляжный футболист Белоруссии (2010, 2020).

## Биография
Воспитанник детско-юношеской школы Кировска. Начал футбольную карьеру в 2001 году в составе «Белшины», где играл за дубль. В чемпионате Белоруссии провёл два матча в сезоне 2002 года. В 2004 и 2005 годах играл за клубы Второй лиги Белоруссии — «Сож» (Кричев) и «Осиповичи». Впоследствии переключился на мини-футбол, где с 2005 по 2013 год играл за «Кировск-ДЮСШ». В 2017 году стал чемпионом Белоруссии по мини-футболу.
С 2004 года является тренером СДЮШОР в Кировске.
Благодаря директору кировской ДЮСШ Виктору Голомзику в 2009 году Бокач попробовал свои силы в пляжном футболе. Сначала сыграл за минскую команду «Пассат-Пласт», а после создания команды при кировской ДЮСШ стал выступать там. По итогам 2010 года был назван Белорусской федерацией футбола лучшим пляжным футболистом Белоруссии. Эти успехи способствовали приглашению Бокача в российские клубы. Первоначально он играл за «Кронштадт-Променад», а затем в ЭЛМОНТе и «Дельте». Приглашался защищать цвета итальянской «Катании», украинских клубов «Выбор» и «Артур Мьюзик».
Во время протесов в Белоруссии в 2020 году подписал письмо в поддержку президента Александра Лукашенко. По итогам 2020 года был назван лучшим пляжным футболистом Белоруссии. В 2021 году Белорусский фонд спортивной солидарности, оппозиционный Лукашенко, опубликовал доклад, где утверждалось, что Бокач участвовал в договорных матчах. В 2022 году получил награду лучшего тренера чемпионата Белоруссии. По итогам 2023 года был включён в десятку лучших спортсменов Могилевской области.
В состав сборной Белоруссии по пляжному футболу главный тренер команды Сергей Треско пригласил Бокача в 2009 году, где впоследствии он стал вице-капитаном. На чемпионате мира впервые сыграл в 2019 году в Парагвае. Участник мундиалей 2021 года в России, 2024 года в ОАЭ и 2025 года на Сейшельских островах.

## Достижения
Сборная Белоруссии
- Победитель Кубка Дружбы: 2010[12], 2017[13]
- Финалист Евролиги: 2021
- Победитель Игр стран СНГ: 2023

На клубном уровне
- Чемпион Белоруссии: 2020 (Кировск-СДЮШОР), 2023 (в составе ЦОР)[14]
- Обладатель Кубка Белоруссии: 2022 (в составе ЦОР)
- Обладатель Суперкубка Белоруссии : 2019 (в составе «Щучина»)[15]
- Чемпион Украины: 2017 (в составе «Выбора»)[16]
- Суперкубок Украины: 2017 (в составе «Артур Мьюзик»)[17]
- Финалист Кубка европейских чемпионов: 2017 (в составе «Артур Мьюзик»)[18]
- Финалист Клубного Мундиалито: 2019 (в составе «Катании»)[19]

Индивидуальные
- Лучший пляжный футболист Белоруссии: 2010, 2020
- Лучший игрок чемпионата Белоруссии: 2020[20]
- Лучший бомбардир Кубка Белоруссии: 2022[21]